# یحیی (فیلم)
یحیی فیلمی به کارگردانی حسین فرخی و نویسندگی عباس شیرمحمدی محصول سال ۱۳۷۴ است.

## بازیگران
- محمد برسوزیان
- امیرحسین ثقفی
- مهدی میامی
- حسین راضی
- مریم معترف
- شراره یوسفی‌نیا
- ابراهیم‌آبادی
- چمن علی عطایی
- محسن آراسته
- محمد یگانه
- هما خاکپاش
- اسماعیل امامی
- آرزو فرخی
- بابک والی
- علی جاویدفر
- بهروز پیروزیان
- سعید نادرخواه